# Kees Neggers

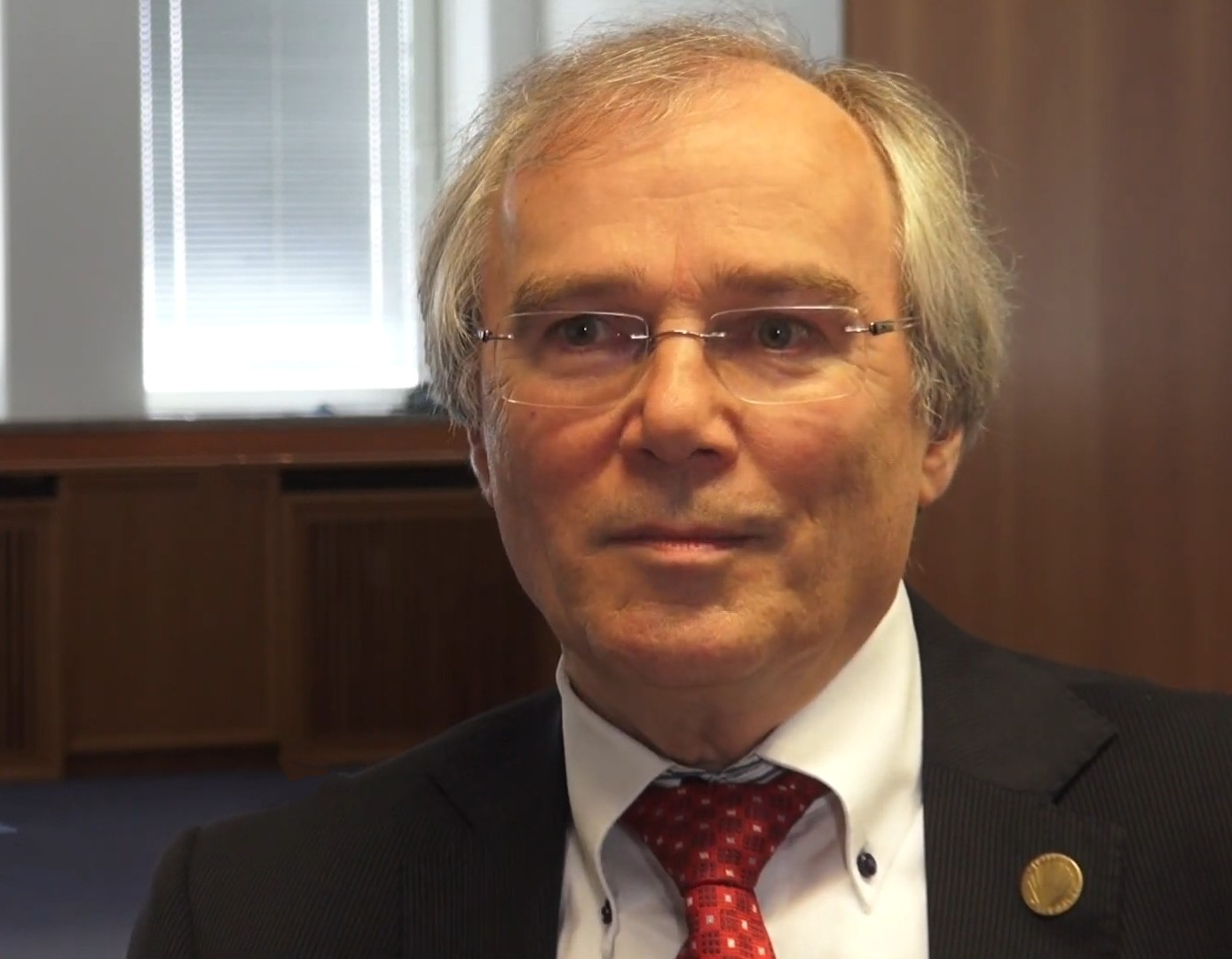
Kees Neggers (2013)

Cornelis Adrianus Maria (Kees) Neggers (Breda, 20 juli 1947) is een Nederlandse internetpionier. Hij is vooral bekend door het starten en promoten van vele initiatieven voor internationale samenwerking in digitale netwerken voor onderzoek en onderwijs. In 2013 werd Neggers opgenomen in de Internet Hall of Fame.

## Onderwijs
Neggers studeerde elektrotechniek aan de Technische Universiteit Eindhoven en studeerde af in 1972.

## Loopbaan
Neggers begon zijn loopbaan als staflid van een vaste commissie die het ministerie van Onderwijs en Wetenschappen adviseerde over computerinfrastructuur. Van 1975 tot 1984 werkte hij bij het Rekencentrum van de Rijksuniversiteit Groningen. In 1984 trad Neggers in dienst bij het Rekencentrum van de Katholieke Universiteit Nijmegen als adjunct-directeur. In datzelfde jaar werd hij directeur van het European Academic and Research Network (EARN) voor Nederland en daarmee actief in internationale computernetwerken.
In 1984-1985 werkte Neggers samen met Boudewijn Nederkoorn, directeur van het Rekencentrum van de Katholieke Universiteit Nijmegen, en enkele tientallen leden van de academische en ICT-gemeenschap in Nederland aan een meerjarenplan voor computerdiensten door wetenschappelijk onderwijs en onderzoek. Dit leidde in mei 1987 tot de oprichting van de Stichting SURF en in januari 1989 tot de oprichting van het bedrijf SURFnet BV. Een jaar eerder, op 1 januari 1988, werden Nederkoorn en Neggers benoemd tot directeuren van SURFnet.
Op 13 juni 1986 was Neggers aanwezig bij de oprichting van Réseaux Associés pour la Recherche Européenne (RARE), de Europese vereniging van nationale onderzoeks- en onderwijsnetwerken in Amsterdam. Van 1990 was hij achtereenvolgens penningmeester, vice-voorzitter en voorzitter van de vereniging, tot deze op 20 oktober 1994 werd samengevoegd met RARE en de veranderde in TERENA. Van 1997 tot 1999 trad hij opnieuw toe tot het Uitvoerend Comité van TERENA als Vice-President Services en van 1999 tot 2001 als Vice-President Technical Program.
In november 1987 nam Neggers deel aan de eerste vergadering van het Coördinatiecomité voor Intercontinental Research Networking (CCIRN) en hij was Europese CCIRN-covoorzitter van 1988 tot de laatste volledige CCIRN-bijeenkomst in 2011.
In de jaren zeventig en tachtig liep een langdurig debat over internet-protocollen, bekend als de Protocol Wars, tussen voorstanders van OSI-standaarden en het Internet Protocol (IP). Tegen het begin van de jaren negentig werd IP het dominante protocol in datanetwerken. In 1991 was Neggers een van de mensen die het initiatief leidden om een project met de naam Ebone te creëren als tussenoplossing, terwijl de Europese onderzoeksnetwerkgemeenschap de overstap maakte van OSI naar IP.
In 1992 was Neggers een van de oprichters van de Internet Society als vertegenwoordiger van RARE en van 1992 tot 2004 was hij achtereenvolgens trustee en lid van de Board of Trustees.
In 1992 werd ook het Réseaux IP Européens Network Coordination Center (RIPE NCC) opgericht door RARE. Neggers speelde daarin een belangrijke rol bij het afsplitsen van de dienst en het opzetten van de RIPE NCC als een onafhankelijke vereniging in november 1997. Hij was lid van de raad van bestuur van de RIPE NCC in 1998-1999, en voorzitter van de raad van bestuur van 2000 tot 2008.
In de periode 1994-1997 nam Neggers actief deel aan de oprichting van de Amsterdam Internet Exchange. In 1997 was Neggers betrokken bij de oprichting van de Nederlandse afdeling van de Internet Society.
Neggers was een van de organisatoren van de eerste jaarlijkse Global LambdaGrid Workshop, die op 11 september 2001 in Amsterdam werd gehouden. Deze reeks jaarlijkse evenementen leidde in 2003 tot de oprichting van de Global Lambda Integrated Facility (GLIF), een internationale organisatie die z.g. lambda-netwerken coördineert voor uitwisseling van grote hoeveelheden wetenschappelijke data.

## Onderscheidingen
In 2002 werden Neggers en Nederkoorn gezamenlijk verkozen tot ICT Persoonlijkheid van het Jaar door het Nederlandse ICT-bureau. Bij zijn pensionering bij SURFnet in 2012 werd Neggers benoemd tot Officier in de Orde van Oranje-Nassau. Neggers werd in augustus 2013 opgenomen in de Internet Hall of Fame.
- DBLP: 50/5968
- International Standard Name Identifier: 0000 0003 9100 667X
- Nederlandse Thesaurus van Auteursnamen: 339721804
- Virtual International Authority File: 284772551
- WorldCat: E39PBJth9J4jgMKW8g73673xXd